# فرانسيسك ماسيا
فرانسيسك ماسيا (بالإسبانية: Francesc Macià) النطق الكتالاني : [frənˈsɛzɡ məsiˈa] ؛ 21 سبتمبر 1859 - 25 ديسمبر 1933)، رئيس كاتالونيا [الإسبانية]
 رقم 122، وهو ضابط سابق في الجيش الإسباني.

## حياته
ولد فرانسيسك ماسيا إي لوسا في فيلانوفا إ لا غيلترو بكاتالونيا. وقد حصل على رتبة مقدم في الجيش الإسباني خلال مسيرته العسكرية. وأدان اعتداء بعض ضباط الجيش الإسباني على المجلة الكاتالونية الساخرية السياسية Cu-Cut سنة 1905 مما أُجبِرَ على التخلي عن الجيش.
أصبح ممثلا لبرشلونة وبورجيس بلانك (مقاطعة لاردة) في الكورتيس خلال 1907-1923، في البداية تحالف انتخابيا مع التضامن الكاتالاني. خلال السنوات الأخيرة أصبح سياسيا في مدريد حيث انتقل من المطالبة بالحكم الذاتي الكاتالوني إلى حركة استقلال كتالونيا.
أسس سنة 1922 أسس حزب دولة كتالونيا (Estat Català).
وحاول ماسيا في سنة 1926 التمرد ضد الحكومة الديكتاتورية الاسبانية برئاسة ميغيل بريمو دي ريفيرا. وهدف تلك المؤامرة تحقيق استقلال كاتالونيا، كانت مقرها في قرية برات ديمولو (روسيون جنوب فرنسا). وقد ألقي القبض عليه في فرنسا قبل اتمام مهمته وأُدين وحُكم عليه بالسجن لمدة شهرين وبغرامة قدرها 100 فرنك. غادر ماسيا فرنسا إلى بروكسل في مارس 1927. وفي أبريل 1930 عاد إلى إسبانيا بعد أن تم العفو عنه. تم نفيه مرة أخرى لكنه عاد مرة أخرى في فبراير 1931.
وبعد انتخابات 1931 التي تسببت في نفي الملك ألفونسو الثالث عشر حيث أعطت الأغلبية المحلية لحزبه يسار كتالونيا الجمهوري (ERC). وقبل ساعات قليلة من إعلان الجمهورية الإسبانية الثانية في مدريد أعلن من شرفة قصر حكومة كتالونيا (التي كانت فيما بعد مقراً لمقاطعة برشلونه الإقليمية) الجمهورية الكاتالونية، وتوقعت أن باقي شعوب إسبانيا الأخرى قد أعلنت جمهورياتها، من أجل تأسيس الاتحاد الأيبيري. وأصبح ماسيا رئيسها بالوكالة. ولكن بعد ثلاثة أيام أرسلت حكومة الجمهورية الإسبانية الجديدة ثلاثة وزراء (فرناندو دي لوس ريوس، ولويس نيكولاس ديلوير ومارسيللي دومينغو) إلى برشلونة للتفاوض مع ماسيا والحكومة الكاتالونية. توصل ماسيا إلى اتفاق مع الوزراء حيث أعيدت تسمية الجمهورية الكاتالونية إلى "كاتالونيا"، لتصبح حكومة تتمتع بالحكم الذاتي داخل الجمهورية الإسبانية. ويكون ماسيا رئيس الحكومة الكتالونية من 1932، بعد أول انتخابات برلمانية كاتالونية حتى وفاته في ديسمبر 1933.

### وفاته
توفي في 25 ديسمبر 1933 في برشلونة. وكانت جنازته عبارة عن مظاهرة حاشدة. تقع رفاته في Plaça de la Fe في مقبرة مونجويك، في تل مونجويك في برشلونة.

## التوثيق

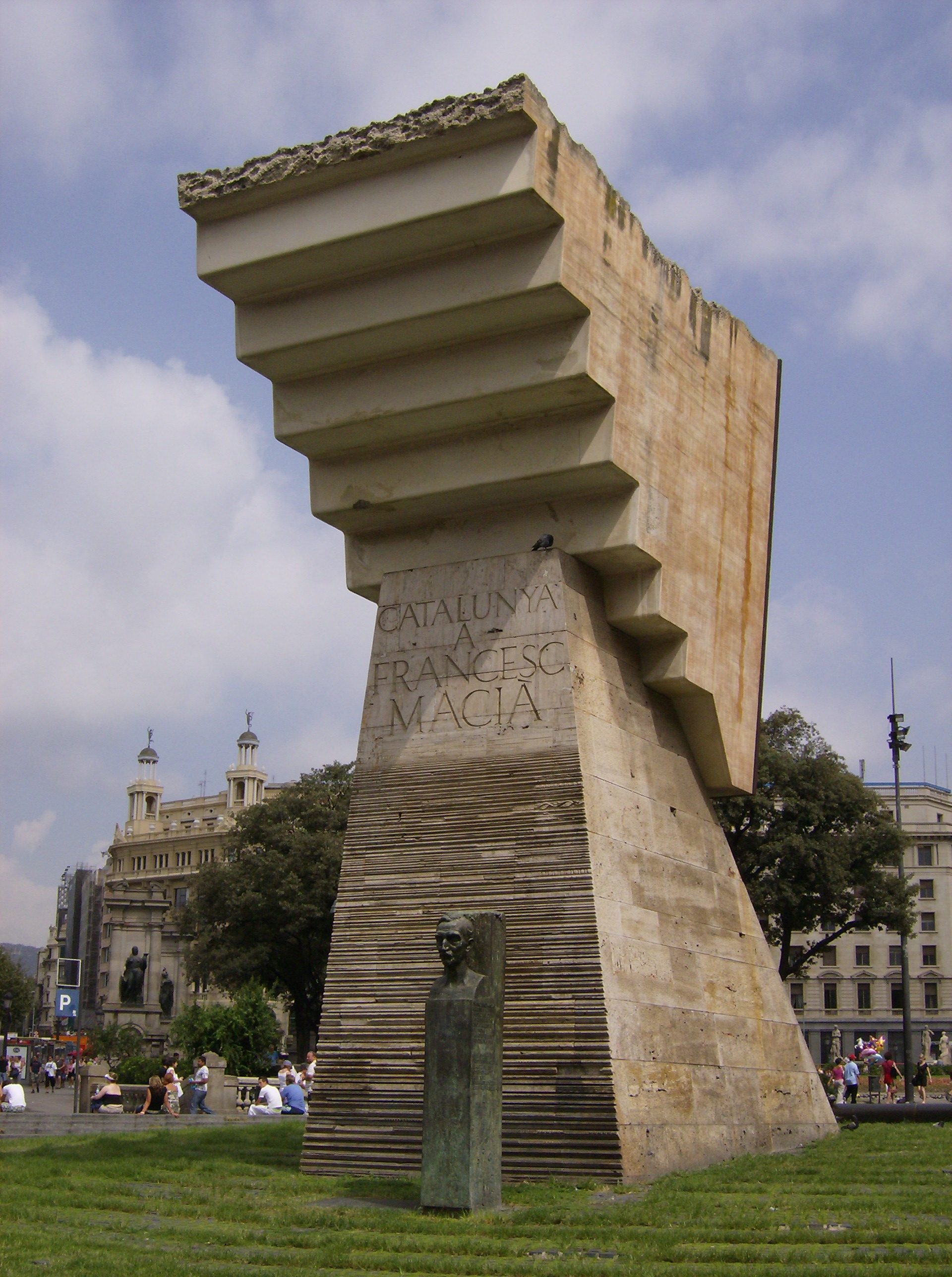
نصب تذكاري لفرانسيسك ماسيا، في ساحة كاتالونيا (برشلونة).

يحتفظ الأرشيف الوطني الكاتالوني بجزء من مجموعته الشخصية، والتي تتكون من صورة وثائق حول رحلات الرئيس في جميع أنحاء كاتالونيا واللقطات العائلية. وبعض الصور كانت في صندوق بحوزة زوجته Teresa Peyrí i Macià. واحتوي الصندوق على وثائق وبريد لفرانسيسك ماسيا، ووثائق شخصية وعائلية ومراسلات من الفترة التي سبقت الجمهورية الإسبانية الثانية (حتى أبريل 1931) ووثائق التي تم إنتاجها بشكل أساسي من نشاطه السياسي. وجمع الصندوق وثائق تتعلق بسلوكه قبل تعيينه رئيسًا لحكومة كاتالونيا (1907-1931): بصفته عضوًا في البرلمان (خطابات وإعلانات وتقارير مؤتمرات) في الدولة الكاتالونية (التنظيم والتقارير والإعلان والمكالمات المنشورات إلخ.)، في الجيش الكتالاني (الدستور والقواعد والتنظيم ورسم خرائط المعلومات والمسارات الجغرافية) وعلى الفترة المقابلة في إدارة الجنرال بريمو دي ريفيرا. وأخيرًا لاحظ مجموعة الصور التي تم التقاطها في معظمها في صور وقت الرئاسة. جزء آخر من أرشيفه الشخصي والذي يتكون من مراسلات مكتوبة ل/عن طريق جوان أغيل، وثائق مركز كاتالوا في نيويورك، ووثائق متنوعة وقصص صحفية. وهي تقع في مكتبة Pavelló de la República CRAI - جامعة برشلونة.

## روابط خارجية
- فرانسيسك ماسيا على موقع الموسوعة البريطانية (الإنجليزية)